# MTV Films
MTV Films è la sezione del canale televisivo MTV dedicata alle produzioni cinematografiche. Fondata nel 1996, si occupa principalmente di realizzare prodotti per il cinema basati su programmi del canale madre, come Beavis & Butt-Head alla conquista dell'America e Jackass: The Movie, sporadicamente partecipando a progetti originali e adattamenti di altro genere. I film MTV sono distribuiti dalla ViacomCBS, divisione della Paramount Pictures.
Il 21 agosto 2006, Nickelodeon Movies e MTV Films sono entrate a far parte della macroetichetta di produzione Paramount Motion Pictures Group.

## Filmografia
- A casa di Joe (1996)
- Beavis & Butt-Head alla conquista dell'America (1996)
- Varsity Blues (1999)
- 200 Cigarettes (1999)
- Election (1999)
- The Original Kings of Comedy (2000)
- Save the Last Dance (2001)
- Pootie Tang (2001)
- Zoolander (2001, come VH1 Films)
- Orange County (2002)
- Better Luck Tomorrow (2002)
- Crossroads - Le strade della vita (2002)
- Jackass: The Movie (2002)
- The Fighting Temptations (2003)
- Tupac: Resurrection (2003)
- Perfect Score (2004)
- Napoleon Dynamite (2004)
- Hustle & Flow - Il colore della musica (2005)
- Coach Carter (2005)
- Murderball (2005)
- L'altra sporca ultima meta (2005)
- Get Rich or Die Tryin' (2005)
- Æon Flux - Il futuro ha inizio (2005)
- Jackass Number Two (2006)
- All You've Got - Unite per la vittoria (2006)
- Save the Last Dance 2 (2006)
- Freedom Writers (2007)
- Blades of Glory - Due pattini per la gloria (2007)
- How She Move (2008)
- Stop-Loss (2008)
- Jackass 3D (2010)
- Hansel & Gretel - Cacciatori di streghe (2012)
- Jackass presenta: Nonno cattivo (2013)
- Project Almanac - Benvenuti a ieri (2015)
- Zoolander 2 (2016, come Paramount Motion Pictures Group)
- Love and Monsters (2020)
- Beavis & Butt-Head alla conquista dell’universo (2022)
- Tulsa King - serie TV (2022-in corso)